# Dysmicoccus neobrevipes
Cochenille grise de l'ananas
Espèce
Dysmicoccus neobrevipes, communément appelé la Cochenille grise de l'ananas, est une espèce de cochenille de la famille de Pseudococcidae. Avec Dysmicoccus brevipes, c'est l’un des insectes nuisibles les plus importants sur le plan économique pour les ananas.

## Description
Les imagos ont un corps large de forme ovale d'environ 0,1 millimètre de largeur et de 0,15 mm de longueur. Ils ont une couleur brune à orange-grisâtre, qui apparaît grise à cause des sécrétions de cire. Le dos est fortement recouvert de nombreuses touffes de cire fines. Des fils de cire se trouvent autour du corps. Les fils des côtés sont deux fois moins longs que le dos, soit environ la moitié de la longueur du corps. Les femelles sont très semblables à celles de Dysmicoccus brevipes, raison pour laquelle elles furent considérées ensemble comme une espèce constituée de deux races. En 1959, Beardsley voit deux espèces distinctes.
Les mâles adultes sont ailés et diffèrent de la cochenille farineuse de l'ananas par dix antennes au lieu de huit et les cheveux, les poils ne sont pas plus épais que le type similaire à la fin.
Les larves constituent le stade de propagation de l’espèce et ont un corps aplati avec de longs poils qui leur permettent d’être entraînées par le vent.

## Répartition
La cochenille grise de l'ananas est pantropique, répartie sur l'ensemble des tropiques. Parfois, on peut également la trouver dans les zones subtropicales. Elle est particulièrement répandue dans les régions de culture de l'ananas comme les îles Fidji, la Jamaïque, Hawaï, la Malaisie, au Mexique, la Micronésie, les Philippines et Taïwan.

## Cycle de vie et reproduction
Les femelles ne pondent pas d'œufs, mais donnent déjà naissance à des larves vivantes qui se sont déjà développées à l'intérieur de la mère. Au cours des 26 premiers jours, les femelles ne donnent naissance à aucune larve, puis elles pondent environ 30 jours en moyenne, leur nombre est d'environ 1 000. Ensuite, elles ne vivent qu'environ quatre jours et meurent. La durée de vie d'une femme adulte varie entre 48 et 72 jours, avec une moyenne de 61 jours.
L'espérance de vie globale des Dysmicoccus neobrevipes femelles se situe entre 59 et 117 jours, en moyenne 90 jours. Les femelles passent par trois stades de développement. Les trois stades durent de 11 à 23, 6 à 20 et 7 à 28 jours, la durée moyenne est d'environ 35 jours. Les larves ne se nourrissent qu'au premier et au début du deuxième stade. Les mâles subissent un stade larvaire supplémentaire. Ils ont besoin de 11 à 19, 7 à 19, 2 à 7 et 2 à 8 jours pour les stades respectifs, la durée totale est de 22 à 53 jours. Les imagos mâles vivent très peu de temps et meurent déjà après deux à sept jours.

## Écologie
Outre les ananas, l’espèce touche de nombreuses autres plantes telles que le cassier, le sapotillier, Annona reticulata, le bananier, Opuntia megacantha, Pipturus argentea,  Piscidia piscipula,  Samanea saman, Agave sisalana, le cacaoyer et la tubéreuse. Contrairement aux espèces apparentées, elles ne se trouvent pas sur les herbes.
L'insecte est généralement présent sur les feuilles, les branches, les racines aériennes, les fleurs et les fruits des plantes alimentaires. Cela fait une différence avec la cochenille farineuse de l'ananas, qui se trouve principalement à la base de la plante.
L'espèce est un ravageur économiquement significatif sur les plants d'ananas. C'est l'une des causes du flétrissement de l'ananas : elles rendent les plantes sensibles aux organismes saprophytes ou les amènent à la déshydratation. D’autres dommages causés par les cochenilles sont appelés maladies des points verts : les excréments des cochenilles attaquent les tissus des feuilles et provoquent des zones sèches ressemblant à de la galle.
Un critère important pour la propagation d'une colonie de Dysmicoccus neobrevipes et les dommages associés sont la présence de fourmis, qui non seulement excrètent le miellat, mais défendent également les colonies contre les prédateurs et les parasites.

## Lutte

### Lutte biologique
Les ennemis naturels sont un certain nombre de Chalcidoidea parasites, telles que Aenasius cariocus ou Anagyrus ananatis, ainsi que les Coccinellidae Scymnobius bilucernarius, Scymnus unicatus ou Scymnus pictus et Cecidomyiidae comme Lobodiplosis pseudococci. Cependant, ceux-ci ne peuvent pas empêcher une infestation massive des cochenilles, celles-ci étant généralement protégées par les fourmis. Afin d'éviter une attaque de plantations, les fourmis sont donc principalement combattues.
Un champ déjà affecté par les cochenilles doit être défriché et labouré. Toutes les plantes qui y poussent sont brûlées auparavant. 